# Lemon Cove
Lemon Cove est une census-designated place américaine située dans le comté de Tulare dans l'État de Californie. En 2010, sa population était de 308 habitants.

## Démographie
| 2000 | 2010 | - | - | - | - |
| ---- | ---- | - | - | - | - |
| 298  | 308  | - | - | - | - |

## Source de la traduction
- (en) Cet article est partiellement ou en totalité issu de l’article de Wikipédia en anglais intitulé « Lemon Cove, California » (voir la liste des auteurs).